# Choe Yeong

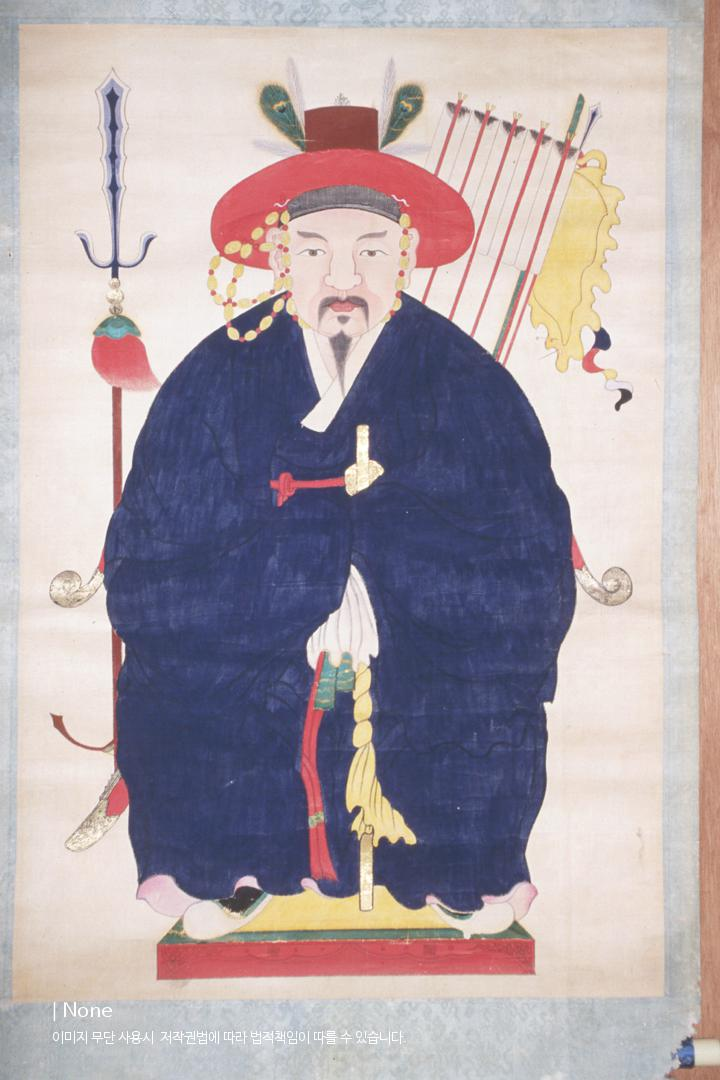
General Choe Yeong Janggun

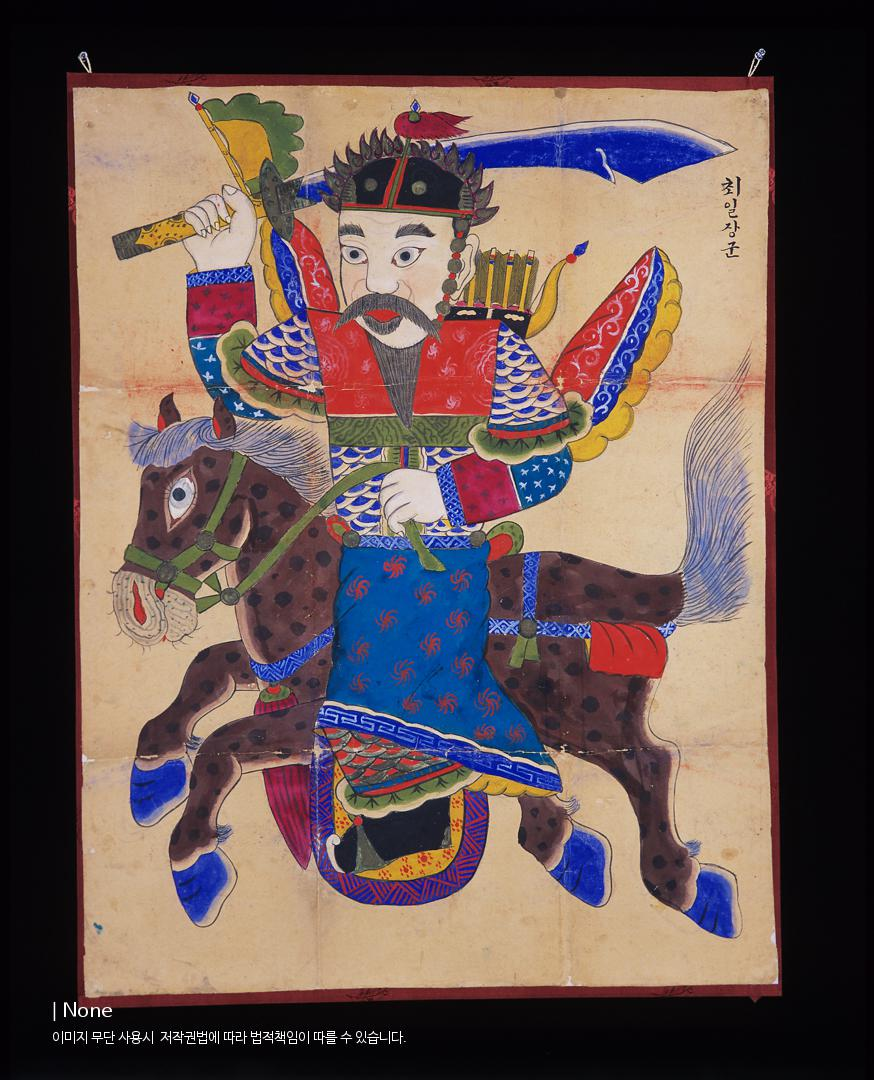
General Choe Yeong Janggun

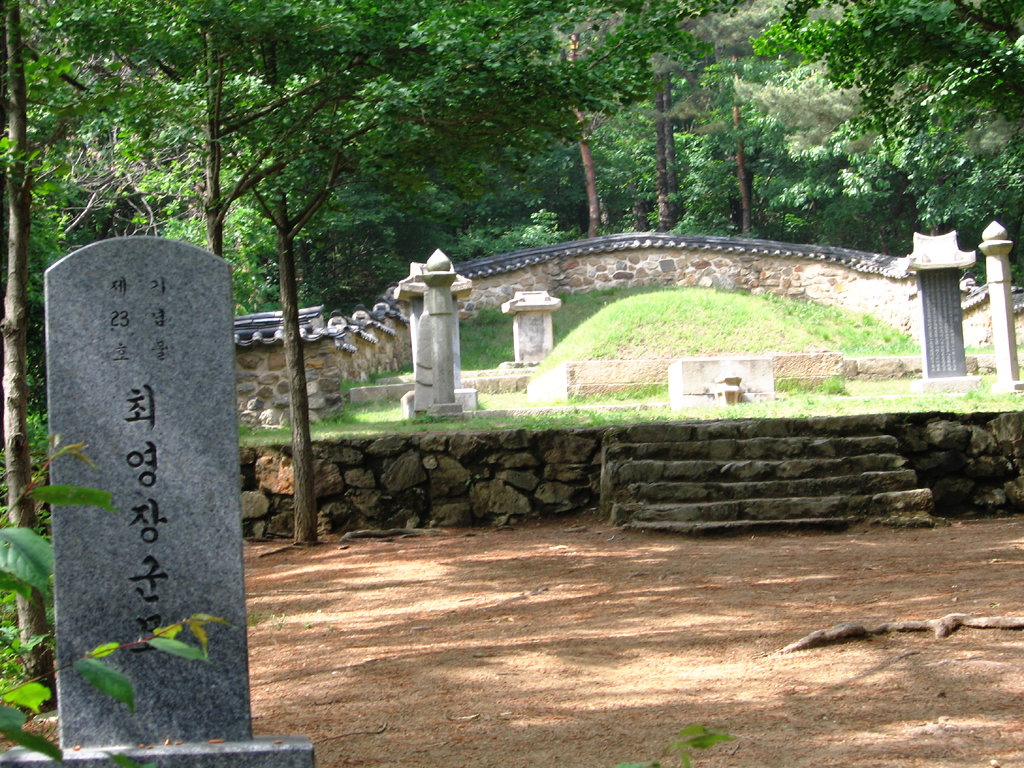
Tumba do General Choe Yeong Janggun

Choe Yeong Janggun (崔瑩 將軍) (최영 장군) (1316-1388) foi um comandante militar no final do período Goryeo (918-1392), reverenciado e mais tarde divinizado, como um defensor do estado contra as invasões dos Turbantes Vermelhos (Honggeonjeok) e dos japoneses, também ajudou a manter a paz enviando reforços para dinastia Yuan da China e suprimindo a instabilidade local.
O General Choe Yeong é um dos vários deuses marciais adorados no xamanismo coreano originado de figuras históricas. Enquanto servia como o maior chanceler no 14º ano do reinado do Rei U, Choe partiu em uma campanha para conquistar a região de Liaodong da Manchúria junto com Jo Min-su e Yi Seonggye, que mais tarde fundaria Joseon. Ao chegar em Pyeongyang no caminho para o norte, ele foi persuadido pelo rei a retornar à capital Gaegyeong, e Jo e Yi foram enviados para realizar a campanha. Yi, no entanto, traiu Jo e voltou para atacar a capital. Choe lutou para defender o reino com o pequeno número de soldados remanescentes na capital, mas foi derrotado e decapitado. 

A vida trágica do General Choe o levou a ser divinizado como o mais amplamente adorado entre os deuses marciais xamânicos, incluindo o General Im Gyeong-eop (1594-1646) e o General Nam Yi (1441-1468). De acordo com a visão de mundo xamânica, aqueles que encontram uma morte trágica e vitimizada continuam a vagar pelo mundo, incapazes de chegar ao submundo, e os rituais xamânicos servem como um meio para apaziguar esses espíritos e guiá-los ao submundo. Entre esses espíritos torturados, os de reis, generais e outras figuras renomadas são deificados e adorados. O General Choe Yeong é adorado em toda a Coreia, com santuários e relíquias relacionadas espalhadas por todo o país, especialmente nas regiões centrais.

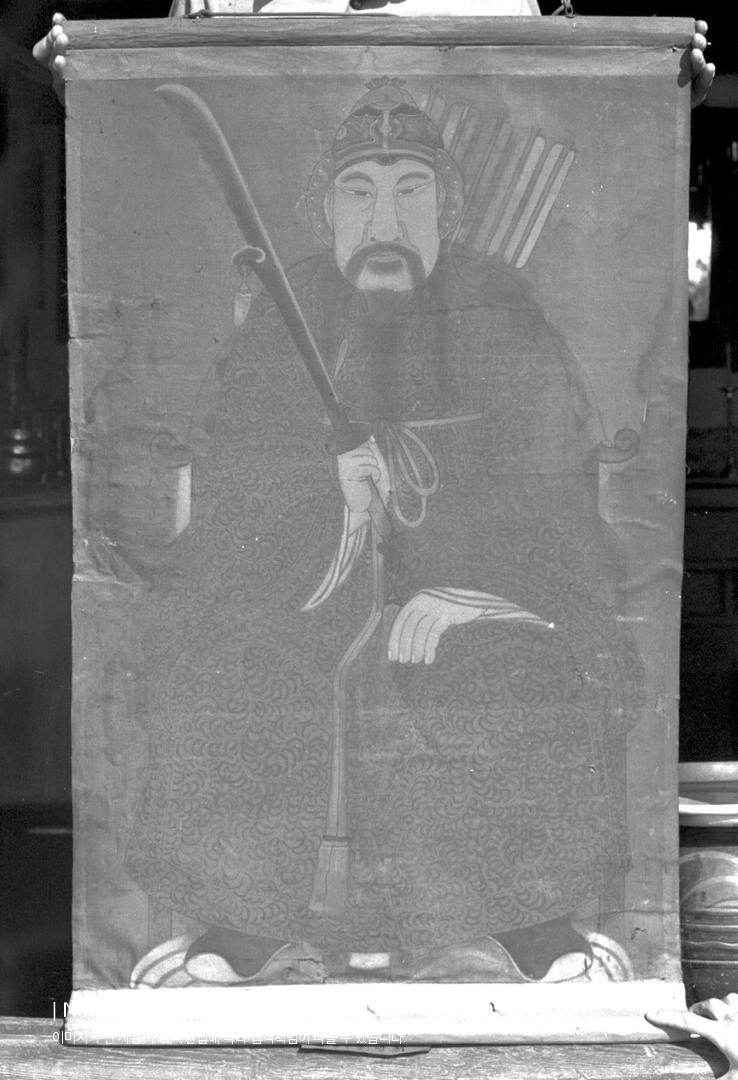
General Choe Yeong Janggun